# La Selle (archipel de Pointe-Géologie)
La Selle (auparavant îlot de la Selle) est un îlot rocheux de l'archipel de Pointe-Géologie (terre Adélie), situé en mer Dumont-d'Urville (océan Austral) au large du continent antarctique.

## Description
La Selle est un îlot rocheux de 11 m de haut situé à 500 m au nord de l'île Lattanzi. Il tient son nom de sa forme caractéristique de selle quand on l'observe de la base Dumont-d'Urville.